# Nangilickondan
Nangilickondan är en ort i Indien.   Den ligger i distriktet Villupuram och delstaten Tamil Nadu, i den södra delen av landet, 1 800 km söder om huvudstaden New Delhi. Nangilickondan ligger 75 meter över havet och antalet invånare är 3 000.
Terrängen runt Nangilickondan är platt. Runt Nangilickondan är det tätbefolkat, med 442 invånare per kvadratkilometer. Närmaste större samhälle är Tindivanam, 19,7 km öster om Nangilickondan. Omgivningarna runt Nangilickondan är en mosaik av jordbruksmark och naturlig växtlighet.